# Werner Fritsch

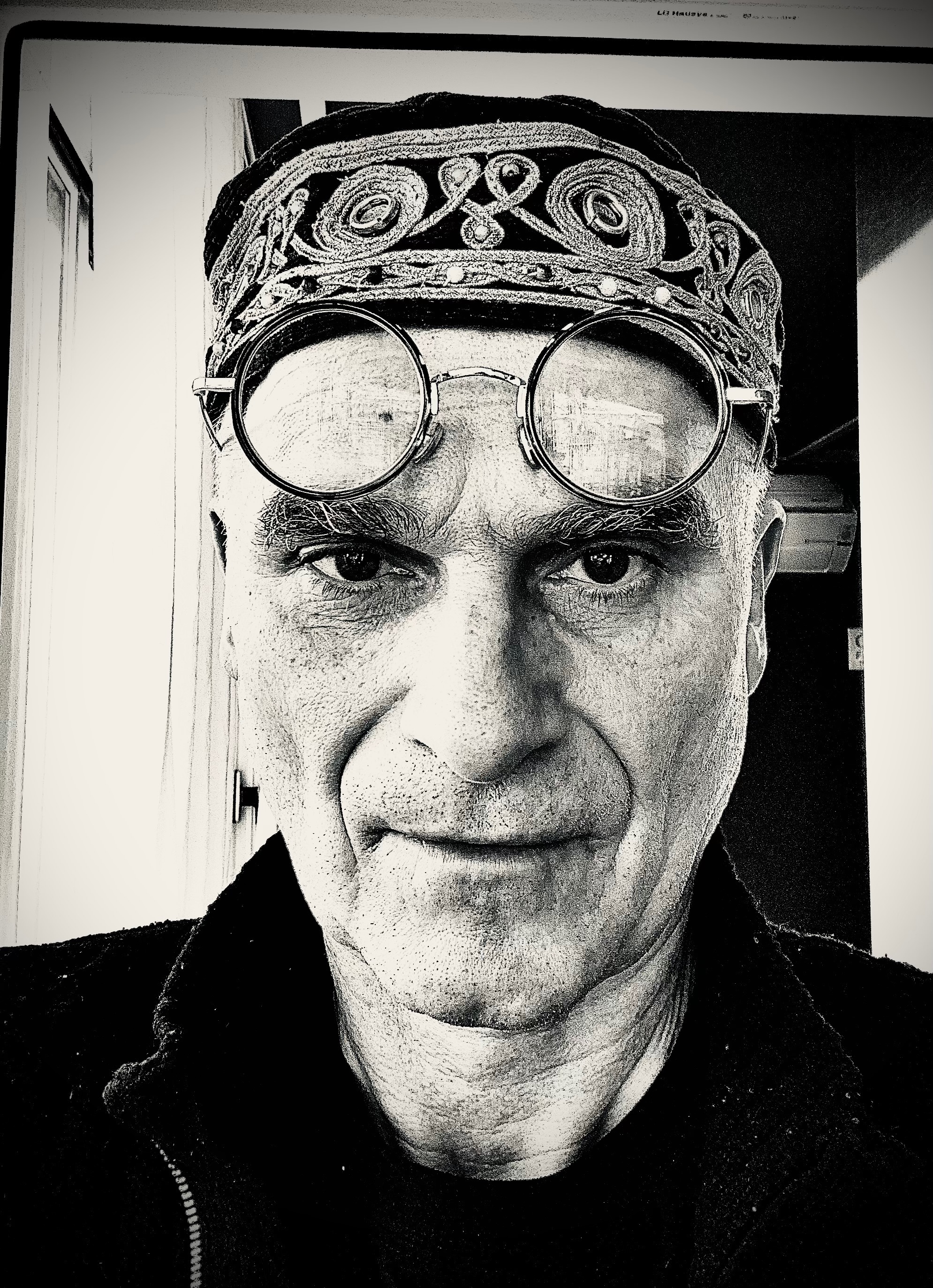
Werner Fritsch (2021)

Werner Fritsch (* 4. Mai 1960 in Waldsassen, Oberpfalz, Bayern) ist ein deutscher Schriftsteller.

## Leben
Werner Fritsch wuchs auf einem Einödbauernhof (Hendlmühle bei Wondreb, Landkreis Tirschenreuth) in der nordöstlichen Oberpfalz auf, weitab vom Stadtleben, das er sich später umso nachdrücklicher mit seinen Sprachkunstwerken eroberte. Am Kepler-Gymnasium in Weiden i. d. Opf. war einer seiner Lehrer der Schriftsteller Franz Joachim Behnisch, der ihn mit Herbert Achternbusch bekannt machte. Von Achternbusch beeinflusst – er gab dem 15-Jährigen den Rat: Schau auf deine Provinz – hat sich Fritsch beständig eine produktive Nähe zur heimatlichen Oberpfalz beibehalten.
Nach Abitur und Grundwehrdienst widmete er sich bis 1984 als Autor, Regisseur und Darsteller dem Aktionstheater/Performances. 1987 erschien sein Roman Cherubim, der mit großer Aufmerksamkeit und Preisen (u. a. Robert-Walser-Preis 1987) bedacht wurde. Seitdem veröffentlichte Fritsch zahlreiche Prosa- und Theaterstücke, Hörspiele und Drehbücher.
In der Spielzeit 1998/99 war er während der Schauspieldirektion Bruno Klimeks „Theaterdichter“ am Nationaltheater Mannheim, wo zwei seiner Stücke – Cherubim (1998) und Steinbruch (2000, eingeladen zu den Mülheimer Theatertagen) – uraufgeführt wurden.
In den letzten Jahren hat sich Werner Fritsch auch vermehrt der Lehrtätigkeit gewidmet, so war er mehrere Semester lang Gastprofessor für Dramatik/Neue Medien am Leipziger Literaturinstitut. Werner Fritsch lebt wechselweise in der Hendlmühle nahe Wondreb im Landkreis Tirschenreuth und in Berlin. Er ist Mitglied im PEN-Zentrum Deutschland.

## Auszeichnungen
- 1987 Preis des Landes Kärnten beim Ingeborg-Bachmann-Preis
- 1987 Robert-Walser-Preis für Cherubim
- 1988 Rauriser Literaturpreis
- 1990 Dokumentarfilmpreis der SPD beim Dokumentarfilmfestival München
- 1993 Hörspielpreis der Kriegsblinden für Sense
- 1996 Bayerischer Staatsförderpreis für Literatur
- 1997 Else-Lasker-Schüler-Dramatikerpreis (gemeinsam mit Volker Lüdecke)
- 1999 Förderpreis zum Heimito von Doderer-Literaturpreis
- 2006 Hörspiel des Jahres für Enigma Emmy Göring
- 2007 ARD-Hörspielpreis für Enigma Emmy Göring[1]
- 2007 Arno-Schmidt-Stipendium
- 2012 Aufenthaltsstipendium der Sinecure Landsdorf (angetreten 2013)
- 2013 Grenzgänger Stipendium der Robert-Bosch-Stiftung
- 2013 Prix Marulić für Faust Sonnengesang[2]
- 2013 Grand Prix Nova für Faust Sonnengesang[3]
- 2014 Ehrengabe der Deutschen Schillerstiftung[4]
- 2016 Kulturpreis Bayern[5]
- 2016 Magdeburger Stadtschreiber
- 2017 Nominierung für den Hörspielpreis der Kriegsblinden mit Mein Herz ist leer
- 2023 Nominierung für den Hörspielpreis der Kriegsblinden mit Mixing Memory and Desire (SWR)

## Werke
Bücher
- Nofretete / Das Rad des Glücks. Suhrkamp, Berlin 2016, ISBN 978-3-518-42509-1.
- Nico. Sphinx aus Eis. Monolog.[6][7] Suhrkamp, Frankfurt am Main 2004, ISBN 3-518-41633-2.
- Chroma. Farbenlehre für Chamäleons (Stück und Materialien) (= Edition Suhrkamp. es 3419). Suhrkamp, Frankfurt am Main 2002, ISBN 3-518-13419-1.
- Jenseits. Suhrkamp, Frankfurt am Main 2000, ISBN 3-518-41121-7.
- Die lustigen Weiber von Wiesau. Lustspiel. (Stück und Materialien) (= Edition Suhrkamp. es 3400). Suhrkamp, Frankfurt am Main 2000, ISBN 3-518-13400-0.
- Stechapfel. Legende. Suhrkamp, Frankfurt am Main 1995.
- Sense. Suhrkamp, Frankfurt am Main 1992.
- Fleischwolf. Gefecht (= Edition Suhrkamp. es 1650 = NF 650). Suhrkamp, Frankfurt am Main 1992, ISBN 3-518-11650-9.
- Steinbruch (= Edition Suhrkamp. es 1554 = NF 554). Suhrkamp, Frankfurt am Main 1989, ISBN 3-518-11554-5.
- Cherubim. Suhrkamp, Frankfurt am Main 1987, ISBN 3-518-02662-3.

Hörspiele
- 1988 Jetzt – Hinabgestiegen in das Reich der Toten, Regie: Norbert Schaeffer, Komposition: Anima Musica (SDR)
- 1990 Steinbruch Bearbeitung und Regie: Norbert Schaeffer, Komposition: 8Peter Zwetkoff (SDR)
- 1992 Sense, Regie: Norbert Schaeffer (SWF) (Hörspielpreis der Kriegsblinden)
- 1994 Isidor Isidor, Regie: Norbert Schaeffer. Komposition: Jeff Beer (SWF)
- 1994 Seraphim, Regie: Norbert Schaeffer (SWF)
- 1999 Jenseits, Regie: Norbert Schaeffer (SWR)
- 2003 Das Rad des Glücks, Regie: Norbert Schaeffer (SWR)
- 2003 Nico – Sphinx aus Eis, Regie: der Autor (HR/SWR)
- 2005 Überall brennt ein schönes Licht, Regie: Götz Fritsch, Komposition: Peter Kaizar (WDR/ORF)
- 2006 Enigma Emmy Göring. Regie: der Autor (SWR) (Hörspiel des Jahres)
- 2007 Das Meer rauscht und rauscht – bis es lauscht, zusammen mit Johanna Fritsch, Regie: der Autor (HR)
- 2009 Dieser Augen Blick (5-teilige Kurzhörspielserie), Regie: der Autor (RBB) (RBB-Kurzhörspielpreis „Kurz und gut“)
- 2010 Bach, Regie: der Autor, Komposition: Franz Hummel (SWR)
- 2011 Supermarkt zusammen mit Uta Ackermann, Regie: die Autoren, Komposition: Franz Wechsler (RBB)
- 2011 Magma, Regie: der Autor (HR)
- 2012 Faust Sonnengesang (DLF) (Prix Marulić)
- 2013 Das Volk der Papageien, Czech Radio
- 2014 Aller Seelen, Regie: der Autor, Komposition: Peter Kaizar (ORF/HR)
- 2016 Mein Herz ist leer, Regie: der Autor, Komposition: Miki Yui (D-Kultur/RB)
- 2016 Call Me Moses, Regie: der Autor, Komposition: Miki Yui, Albrecht Panknin (HR)
- 2017 Nofretete, Regie: der Autor, Komposition: Franz Hummel (HR)
- 2017 Čierny Regen Ovídius: Biely Regen Markus Aurélius (Der schwarz Regen Ovid, der weiße Regen Marc Aurel), Regie: Natália Deáková, Komposition: Matúš Homola (Slowakischer Rundfunk rtv)[8]
- 2017 Shakespearova lebka (Shakespears Schädel), Regie: Aleš Vrzák, Komposition: Jan Trojan (Tschechischer Rundfunk CR)[9]

Filme
- 1988 Das sind die Gewitter in der Natur (82 min., sw)
- 1997 Disteln für die Droste (27 min.)
- 1999 Labyrinth (12 min.)
- 2000 Chroma Faust Passion (22 min.)
- 2008 Ich wie ein Vogel – Das Rad des Glücks (90 min.)
- 2010 Faust Sonnengesang I (180 min.)
- 2015 Faust Sonnengesang II (180 min.)
- 2018 Faust Sonnengesang III (180 min.)
- 2020 Faust Sonnengesang IIII (180 min.)

Theaterstücke
- Mutter Sprache (2018), UA: Theater Blaue Maus, 1. Juni 2018, Regie: Gerd Lohmeyer[10]
- Shakespeares Schädel: In Fausts Faust (2016), UA: Stadttheater Regensburg 18. November 2016, Regie: Bernd Liepold-Mosser
- Jean Paul Jetzt, Luisenburg 2013, Regie: Gerd Lohmeyer
- Alles brennt, Regie: Werner Fritsch, Berliner Theatertreffen: Jubiläums-Stückemarkt 2013
- Sehet die Vögel des Himmels / Regardez les oiseaux du ciel, Theatre de la Maufacture. Nancy 2012
- Feuer Zungen / Langues de feu, Arti e Paroli, Paris 2012, Regie: Patrizia Buzzi Barone
- Die Sonne auf der Zunge, Atonal Theater Köln 2011, Regie: Jörg Fürst
- Dieser Augen Blick, UA: Schauspiel Bochum 2010, Regie: Sven Walser
- Paradies, UA Schauspiel Bochum 2009, Regie: Clara Topic-Matutin
- Bring mir den Kopf von Kurt Cobain, UA: Ruhrfestspiele Recklinghausen, 5. Juni 2009, Regie: Patrick Schimanski
- Der Atem des Laotse, UA: Schauspielhaus Bochum, 16. Mai 2007, Regie: Judith Ittner
- Magma, UA: Schauspiel Köln, 14. September 2006, Regie: Clara Topic-Matutin
- Das Rad des Glücks (2002), UA: Bayrisches Staatsschauspiel München 12. Mai 2005, Regie: Werner Fritsch
- Jenseits. Monolog, UA: Theater am Neumarkt, Zürich, 5. März 2004, Regie: Christian Pade
- Enigma Emmy Göring oder Die Schokoladenseiten unserer Geschichte (2003), UA: Staatstheater Darmstadt, 22. Februar 2004, Regie: Werner Fritsch
- Bach, Traumspiel (2003), UA: Staatstheater Darmstadt, 21. Februar 2004, Regie: Heinz Kreidl
- Fast Lessing, UA: Staatstheater Braunschweig, Januar 2004
- Heilig Heilig Heilig (2003), UA: Theater Bielefeld in der Saison im Januar 2004, Regie: Patrick Schimanski
- Hydra Krieg (2002), UA: Landestheater Linz, 18. Oktober 2003, Regie: Gerhard Willert.
- Jenseits – Musiktheater, UA: Oper Bonn, 26. September 2003, Regie: Thomas Krupa, Musik: Zeena Parkins und Elliott Sharp
- Supermarkt (zusammen mit Uta Ackermann), UA: Landestheater Schwaben in Memmingen, 12. März 2003, Regie: Peter Kesten
- Schwejk? (2002), UA: Landestheater Linz, 14. Februar 2003, Regie: Gerhart Willert
- Eulen:Spiegel (2001), Auftragswerk für das Staatstheater Braunschweig, UA: Staatstheater Braunschweig, 6. Januar 2002, Regie: Ernst M. Binder
- Nico – Sphinx aus Eis (2001), UA: Staatstheater Darmstadt, Januar 2002, Regie: Thomas Krupa
- Chorma. Farbenlehre für Chamäleons (2000), UA: Staatstheater Darmstadt, 2. September 2000 auf der Expo in Hannover, Regie: Thomas Krupa
- Aller Seelen (2000), UA: Thalia Theater Hamburg, 15. April 2000, Regie: Johann Kresnik
- Die lustigen Weiber von Wiesau (1999), UA: Deutsches Theater Berlin, 30. Januar 2000, Regie: Thomas Langhoff
- Joseph Süss (zusammen mit Uta Ackermann) (1998), Libretto für eine Oper von Detlev Glanert, UA: Bremer Theater 13. Oktober 1999, Regie: Tilman Kabe
- Cherubim Monolog (1998), UA: Nationaltheater Mannheim, 20. Dezember 1998, Regie: Christoph Biermeier
- Es gibt keine Sünden im Süden des Herzens. Höllensturz (1993), UA: Staatstheater Darmstadt, 12. Dezember 1998, Regie: Thomas Krupa
- Wondreber Totentanz (1995), UA: Staatstheater Darmstadt, 17. Januar 1998, Regie: Thomas Krupa
- Isis Libretto (1996), Musik: Jeff Beer, UA: Tage der Zeitgenössischen Musik, Theaterhaus Stuttgart, 26. Februar 1996
- Gründgens (1995), UA: Deutsches Schauspielhaus Hamburg, 1. April 1995 /Volksbühne Berlin, 4. Mai 1995, Regie und Choreographie: Johann Kresnik
- Sense (1992), Szenische Lesung beim Stückemarkt des Berliner Theatertreffens 1992, UA: Schauspiel Bonn, 9. Oktober 1993, Regie: Werner Fritsch
- Fleischwolf. Gefecht (1992), UA: Schauspiel Bonn, 27. September 1992, Regie: Jaroslav Chundela
- Jetzt – Hinabgestiegen in das Reich der Toten (1992), UA: Württembergische Landesbühne Esslingen, 4. April 1992, Regie: André Turnheim
- Steinbruch (1983), Szenische Lesung beim Stückemarkt des Berliner Theatertreffens 1990, UA: Nationaltheater Mannheim, 25. März 2000, Regie: Patrick Schimanski